# Oxalis bakeriana
Oxalis bakeriana är en harsyreväxtart som beskrevs av Arthur Wallis Exell. Oxalis bakeriana ingår i släktet oxalisar, och familjen harsyreväxter. Inga underarter finns listade i Catalogue of Life.